# Littorophiloscia tominensis
Littorophiloscia tominensis är en kräftdjursart som beskrevs av Taiti, Ferrara och Kae Kyoung Kwon 1992. Littorophiloscia tominensis ingår i släktet Littorophiloscia och familjen Philosciidae. Inga underarter finns listade i Catalogue of Life.